# Done With Mirrors
Done With Mirrors er det ottende album fra Aerosmith og udsendt i november 1985. Det første Aerosmith album på Geffen Records. Titlen markerer bandets kamp for at komme fri af stofferne, men succeén blev kun marginalt bedre end på det foregående Rock in a Hard Place album. Aerosmith var efterhånden glemt, og det var 5 år siden bandet sidst havde været på hitlisterne. Det markerede dog Aerosmith's gendannelse med originalbesætning, da Joe Perry og Brad Whitford året før i 1984 vendte tilbage til bandet. Albummet peakede som #36 på Billboard 200. Let The Music Do The Talking er nok bedst kendte nummer fra pladen, og nummeret rakte til #48 på Billboard Single Top 100.
Joe Perry har kaldt dette album for Aerosmith's dårligste efter hans personlige mening.

## Trackliste
- 1. "Let The Music Do The Talking"
- 2. "My Fist Your Face"
- 3. "Shame On You"
- 4. "The Reason A Dog"
- 5. "Shela"
- 6. "Gypsy Boots"
- 7. "She's On Fire"
- 8. "The Hop"
- 9. "Darkness"